# Kali Pucang
Kali Pucang is een bestuurslaag in het regentschap Pasuruan van de provincie Oost-Java, Indonesië. Kali Pucang telt 4322 inwoners (volkstelling 2010).